# Microarchitectuur

Microarchitectuur van de Pentium.

Een microarchitectuur (soms ook µarch) is in de computertechniek een manier waarop een instructieset is verwerkt in een specifieke processor.
Binnen deze technologie zijn er de processorstructuur, zoals de ALU en registers, en de processorindeling, zoals functionele eenheden die de werkprocessen uitvoeren.

## Prestatiekenmerken
Bij het optimaliseren voor verschillende prestatiedoelen moet rekening worden gehouden met de uit te voeren programma's, de instructieset, de microarchitectuur, de productie en hun interactie. Ondanks deze complexe onderwerpen zijn er prestatiekenmerken die uitsluitend afhankelijk zijn van de microarchitectuur. Enkele voorbeelden zijn:
- Scalaire ontwerp, voor het maximale aantal instructies in de instructieset dat een processorkern per klokcycles kan verwerken.
- Cache, om de uitvoering van instructies te versnellen.
- Parallellisatie voor multikernprocessors, voor gelijktijdige verwerking van meerdere programma's.

## Voorbeelden
Enkele voorbeelden zijn onder meer:

### Intel
- Alder Lake
- Broadwell
- Haswell
- Ivy Bridge
- Sandy Bridge
- Skylake

### AMD
- Bulldozer
- Jaguar
- K5
- Zen